# Gambusia holbrooki
|  | Per a altres significats, vegeu «Gambusia affinis». |

La gambúsia (Gambusia holbrooki) és un peix de la família dels pecílids i de l'ordre dels ciprinodontiformes. Els mascles poden assolir els 3,5 cm de longitud total. És nativa d'Amèrica del Nord des de Nova Jersey fins a Alabama. Està introduïda i és invasora a gran part d'Europa, Àfrica, Àsia i Austràlia. Es va introduir en molts llocs a la primera meitat del segle XX pel control de mosquits, com a vectors de la malària. Això no obstant, la gambúsia, como molts altres peixos, és un depredador generalista que sovint no consumeix gaires mosquits, generalment no es més eficient que les espècies autòctones de peixos menjant mosquits, sovint no afecta l'abundància de larves de mosquits en condicions naturals i encara menys la de mosquits adults i malalties associades. Malauradament, molt sovint allà on s'ha introduït s'ha vist que hi desplaça els peixos i amfibis autòctons a més de causar altres impactes ecològics. Als Països Catalans, per exemple, G. holbrooki constitueix una forta amenaça per a espècies endèmiques de peixos amenaçats com el fartet o el samaruc.